# Новопавловський
Новопа́вловський (рос. Новопавловский, марій. Новопавловский) — селище у складі Марі-Турецького району Марій Ел, Росія. Входить до складу Марійського сільського поселення.
Стара назва — Павловський, Совхоз Павловський.

## Населення
Населення — 154 особи (2010; 265 у 2002).
Національний склад (станом на 2002 рік):
- татари — 61 %